# Turneria bidentata
Turneria bidentata är en myrart som beskrevs av Auguste-Henri Forel 1895. Turneria bidentata ingår i släktet Turneria och familjen myror. Inga underarter finns listade i Catalogue of Life.

## Bildgalleri

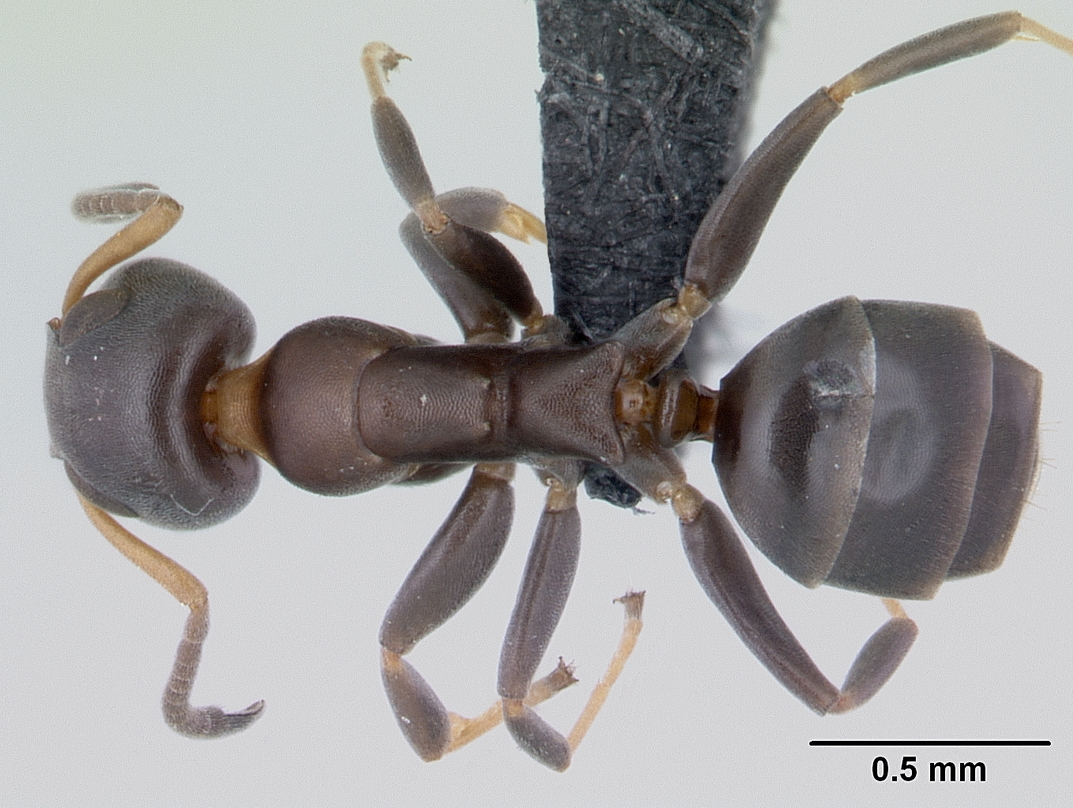
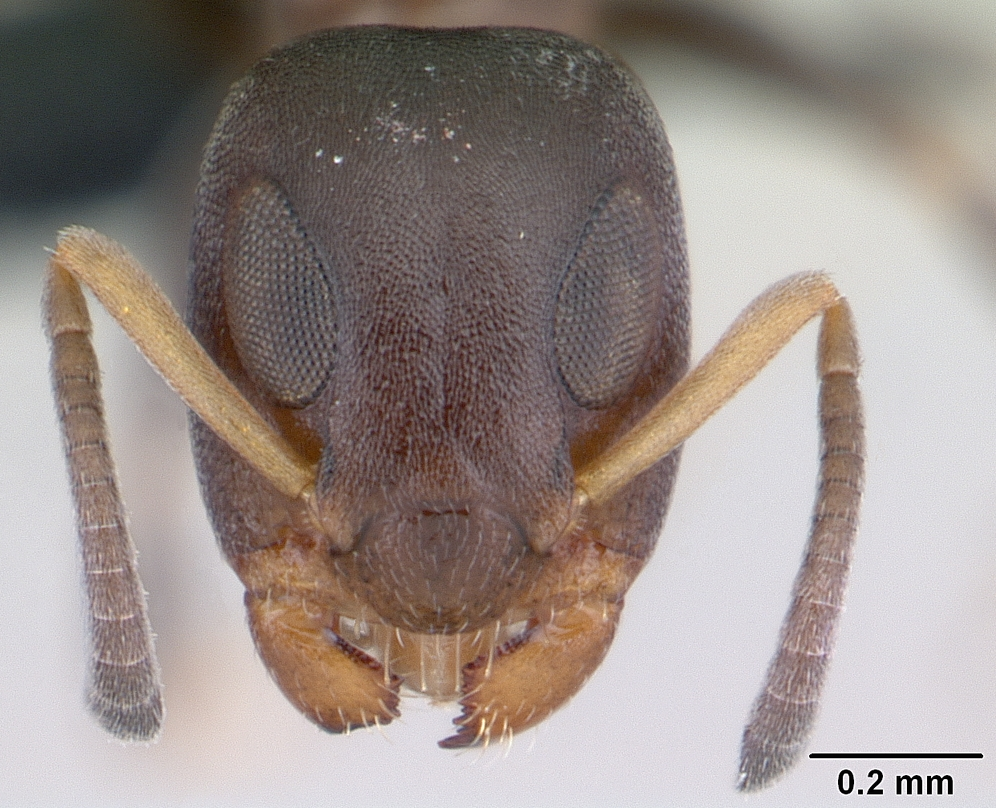
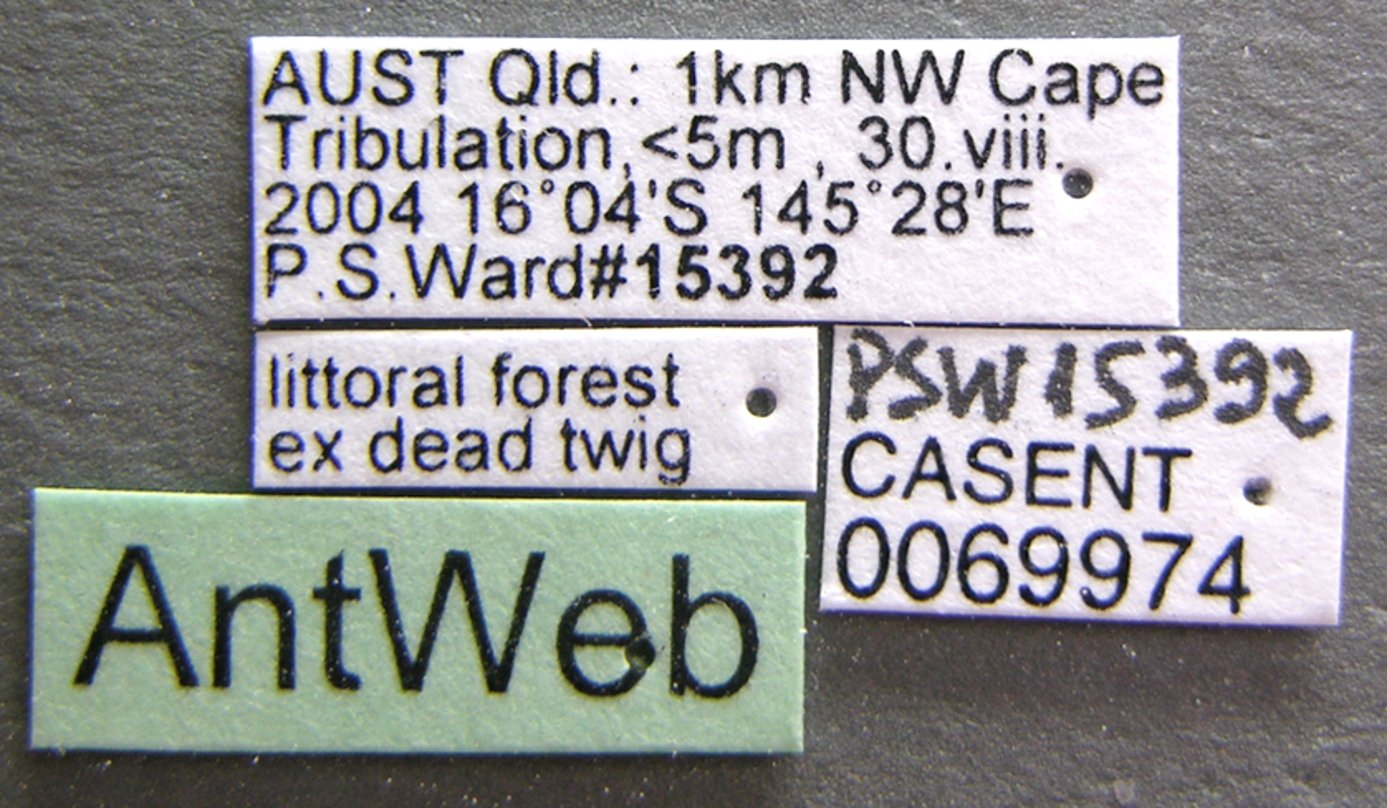
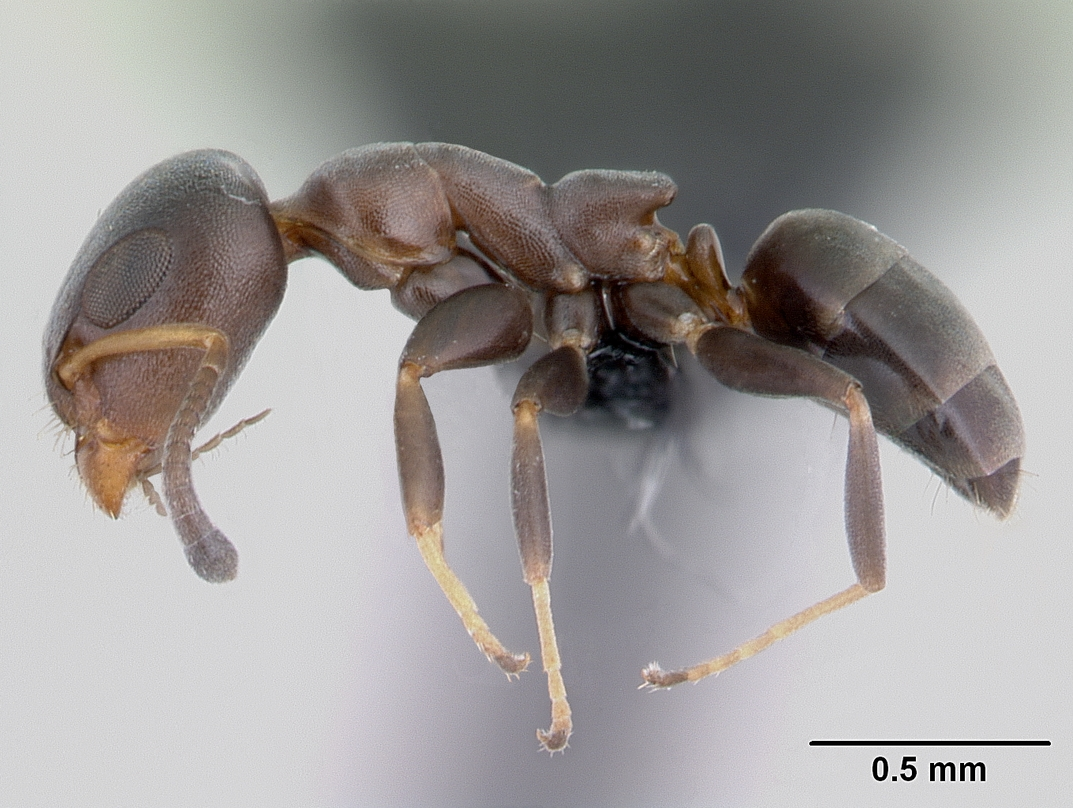
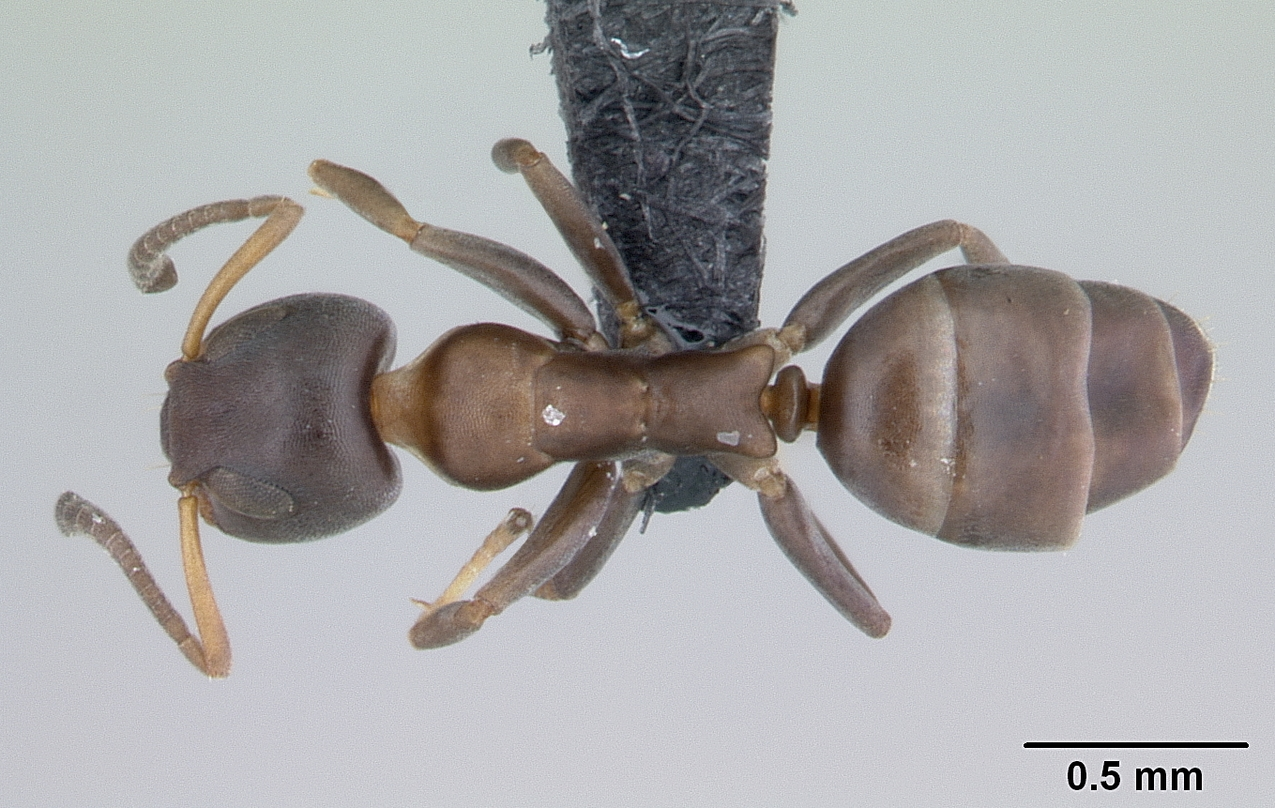
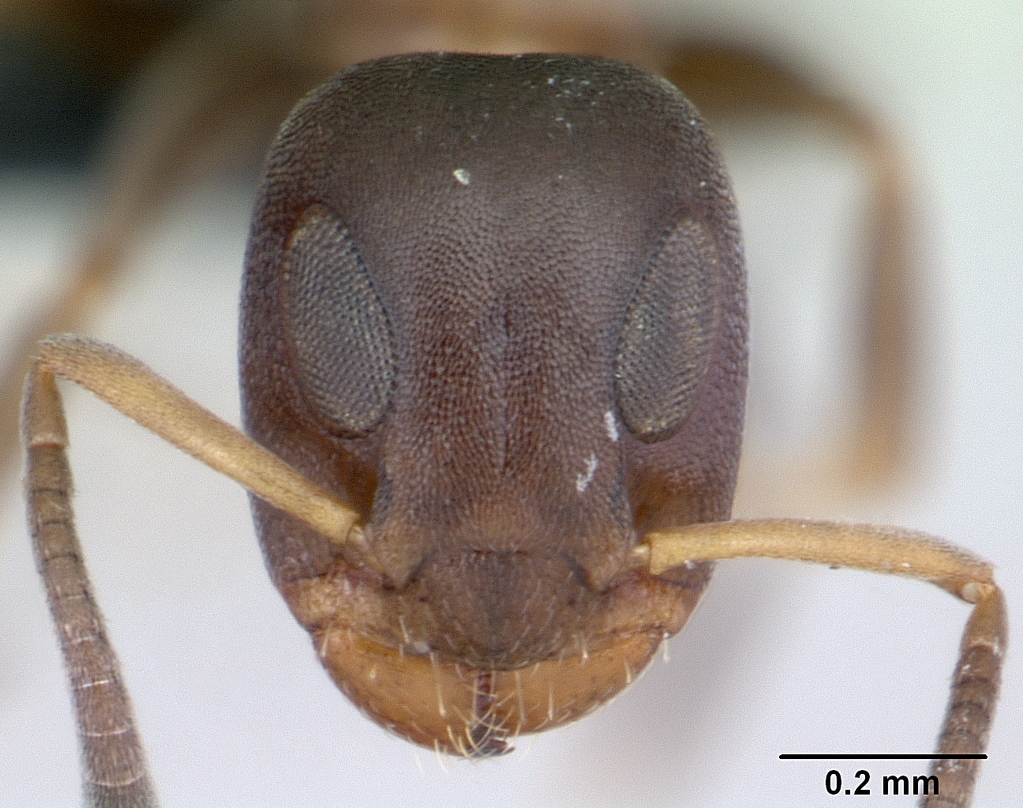